# Carex gemella
Carex gemella är en halvgräsart som beskrevs av Ferdinand von Hochstetter och Ernst Gottlieb von Steudel. Carex gemella ingår i släktet starrar, och familjen halvgräs. Inga underarter finns listade i Catalogue of Life.